# Giulio Pampiglione
Giulio Pampiglione (Roma, 6 settembre 1978) è un attore italiano.

## Biografia
Inizia la sua carriera artistica agli inizi degli anni novanta con il film Il volo di Teo. Pampiglione tende a ricoprire, quasi sempre, il ruolo di personaggi semplici e rassicuranti.
Dal 2012 è uno dei protagonisti della fiction di Canale 5, Le tre rose di Eva, interpretando Antonio Mancini.

## Filmografia

### Cinema
- Il volo di Teo, regia di Walter Santesso (1990)
- Riconciliati, regia di Rosalía Polizzi (2001)
- Tre metri sopra il cielo, regia di Luca Lucini (2004)
- L'uomo privato, regia di Emidio Greco (2007)
- Alice, regia di Oreste Crisostomi (2010)
- La voce - Il talento può uccidere, regia di Augusto Zucchi (2013)
- Nel bagno delle donne, regia di Marco Castaldi (2020)
- Leonora addio, regia di Paolo Taviani (2022)

### Televisione
- Le ragioni del cuore, regia di Luca Manfredi, Anna Di Francisca e Alberto Simone – miniserie TV (2002)
- Tutti i sogni del mondo, regia di Paolo Poeti – miniserie TV (2003)
- Diritto di difesa – serie TV (2004)
- Don Gnocchi - L'angelo dei bimbi, regia di Cinzia TH Torrini – miniserie TV (2004)
- Don Matteo – serie TV, episodio 4x10 (2004)
- La freccia nera, regia di Fabrizio Costa – miniserie TV (2006)
- Donna detective – serie TV (2007)
- Distretto di Polizia – serie TV, episodio 7x08 (2007)
- Le tre rose di Eva – serie TV (2012-2017)
- Rocco Schiavone – serie TV, episodio 1x02 (2016)
- Fosca Innocenti – serie TV, episodio 1x04 (2022)
- Backstage - Dietro le quinte, regia di Cosimo Alemà – film TV (2022)